# Filip Johansson (ishockeyspelare)
Filip Johansson, född 23 mars 2000 i Västerås, är en svensk professionell ishockeyspelare (back) som spelar för Leksands IF i Svenska Hockey Ligan (SHL). 
Hans moderklubb är Fagersta AIK.
Johansson valdes som 24:e spelare i NHL-draften 2018 av Minnesota Wild.